# Liste der Baudenkmäler in Steindorf (Schwaben)
Auf dieser Seite sind die Baudenkmäler in der schwäbischen Gemeinde Steindorf zusammengestellt. Diese Tabelle ist eine Teilliste der Liste der Baudenkmäler in Bayern. Grundlage ist die Bayerische Denkmalliste, die auf Basis des Bayerischen Denkmalschutzgesetzes vom 1. Oktober 1973 erstmals erstellt wurde und seither durch das Bayerische Landesamt für Denkmalpflege geführt wird. Die folgenden Angaben ersetzen nicht die rechtsverbindliche Auskunft der Denkmalschutzbehörde.

## Baudenkmäler nach Ortsteilen

### Steindorf
| Lage                                             | Objekt                              | Beschreibung | Akten-Nr.     | Bild           |
| ------------------------------------------------ | ----------------------------------- | --- | ------------- | -------------- |
| Schulstraße 8 (Standort)                         | Katholische Pfarrkirche St. Stephan | Außen lisenen-, innen pilastergegliederter Saalbau mit Stichkappentonne und eingezogenem Chor, südlicher Zwiebelturm, nach Plänen von Giovanni Antonio Viscardi von Antonio Coralla 1700/01 erbaut, 1868/69 erweitert; mit Ausstattung. | D-7-71-168-1  | weitere Bilder |
| Weiherweg, im Weiher beim Oberen Dorf (Standort) | Entenhaus                           | Pavillonförmig; wohl um 1920/30. | D-7-71-168-3  | weitere Bilder |
| Langes G’hag (Standort)                          | Wegkreuz, sogenanntes Käppele-Kreuz | Gusseisenkreuz mit gefasstem Kruzifixus, auf Tuffsteinsockel, frühes 20. Jh. | D-7-71-168-18 | BW             |
| Unteres Dorf (Standort)                          | Lourdeskapelle                      | Holzbau von 1886. | D-7-71-168-17 | BW             |

### Eresried
| Lage                   | Objekt                            | Beschreibung | Akten-Nr.    | Bild |
| ---------------------- | --------------------------------- | --- | ------------ | ---- |
| Eresried 29 (Standort) | Bauernhaus                        | Zweigeschossiger Satteldachbau mit gotisierendem Dachfenster, ehemalige Aufzugsluke und Putzgliederung, Holztür neubarock, zweite Hälfte 19. Jahrhundert.                | D-7-71-168-5 | BW   |
| Eresried 32 (Standort) | Katholische Pfarrkirche St. Georg | Pilastergegliederter Saalbau mit Stichkappentonne und eingezogenem Chor, nördlicher Zwiebelturm, Turmuntergeschoss 15./16. Jahrhundert, Neubau 1707/08; mit Ausstattung. | D-7-71-168-4 | BW   |

### Hausen bei Hofhegnenberg
| Lage                                      | Objekt                                | Beschreibung | Akten-Nr.    | Bild |
| ----------------------------------------- | ------------------------------------- | --- | ------------ | ---- |
| Dorfstraße 12 (Standort)                  | Katholische Kirche St. Peter und Paul | Außen lisenen-, innen pilastergegliederter Saalbau mit flacher Stichkappentonne und eingezogenem Chor, nördlicher Zwiebelturm, Turm von Michael Natter, 1712, Langhaus von Leonhard Matthäus Gießl, 1750; mit Ausstattung; Ummauerung. | D-7-71-168-6 | BW   |
| Dorfstraße 35, 35 a, am Stadel (Standort) | Mörtelplastik                         | Heiliger Leonhard, Ende 19. Jahrhundert, von Bartholomäus Ostermair. | D-7-71-168-7 | BW   |
| Dorfstraße 43 (Standort)                  | Ehemalige Mühle, jetzt Bauernhaus     | Zweigeschossiger Giebelbau mit Satteldach, wohl 17. Jahrhundert. | D-7-71-168-8 | BW   |

### Hofhegnenberg
| Lage                                                         | Objekt                       | Beschreibung | Akten-Nr.     | Bild           |
| ------------------------------------------------------------ | ---------------------------- | --- | ------------- | -------------- |
| Nähe Am Baumgarten, an der Herzog-Wilhelm-Straße (Standort)  | Sühnekreuz                   | Spätmittelalterlich. | D-7-71-168-13 | Sühnekreuz     |
| Benefiziatenweg 6; Herzog-Wilhelm-Straße 28 (Standort)       | Gutshof                      | Dreiflügelige Anlage aus Wirtschaftsgebäuden, ehemalige Brauerei und Verwalterhaus, 19. Jahrhundert. Verwalterhaus, zweigeschossiger Satteldachbau mit Bodenerker und Segmentbogenfenster, Mitte 19. Jahrhundert; Wirtschaftsgebäude, zweigeschossige Satteldachbauten; ehemalige Brauerei, viergeschossiger Blankziegelbau mit Satteldach und Treppengiebel.                     | D-7-71-168-10 | BW             |
| Herzog-Wilhelm-Straße, unterhalb des Schlossparks (Standort) | Kriegerdenkmal               | In Form eines großen Bildstockes, 1918. | D-7-71-168-12 | Kriegerdenkmal |
| Herzog-Wilhelm-Straße 15 (Standort)                          | Ehemaliges Gasthaus zur Post | Zweigeschossiger Giebelbau mit Satteldach, späterer Zwerchhausanbau, zweite Hälfte 18. Jahrhundert. | D-7-71-168-11 | BW             |
| Herzog-Wilhelm-Straße 22; Benefiziatenweg 4 (Standort)       | Schloss                      | Um einen Hof gruppierte Anlage des 12.–19. Jahrhundert, im Wesentlichen 16. Jahrhundert. Traufseitiger Eingangstrakt mit Walmdach und Schleppgauben, Toreinfahrt, barock, daran anschließend zwei Giebelbauten, mittelalterlicher Bergfried, Schlosskapelle, Mitte 16. Jahrhundert, 1726 und 1750/51 umgestaltet; mit Ausstattung (siehe auch: Kanzel); anschließende Parkanlage. | D-7-71-168-9  | weitere Bilder |
| An der Straße nach Steindorf (Standort)                      | Wegkreuz                     | Holz, 18. Jahrhundert. | D-7-71-168-14 | Wegkreuz       |

### Putzmühle
| Lage                      | Objekt                        | Beschreibung                                                               | Akten-Nr.     | Bild |
| ------------------------- | ----------------------------- | -------------------------------------------------------------------------- | ------------- | ---- |
| Putzmühle 41 (Standort)   | Mühle                         | Zweieinhalbgeschossiger Bau mit flachem Satteldach, bezeichnet mit „1873“. | D-7-71-168-15 | BW   |
| Putzmühle 41 a (Standort) | Katholische Kapelle St. Maria | Lisenengegliederter Bau mit Dachreiter, 1885; mit Ausstattung.             | D-7-71-168-16 | BW   |